# Brick Lane Market
Brick Lane Market je londýnský trh, nacházející se na Brick Lane, což je ulice v městské části Hamlets, ve východním Londýně. Nachází se na severním konci Brick Lane, v srdci bangladéšské komunity východního Londýna. Funguje každou neděli od 9.00 do 17.00 hodin místního času.

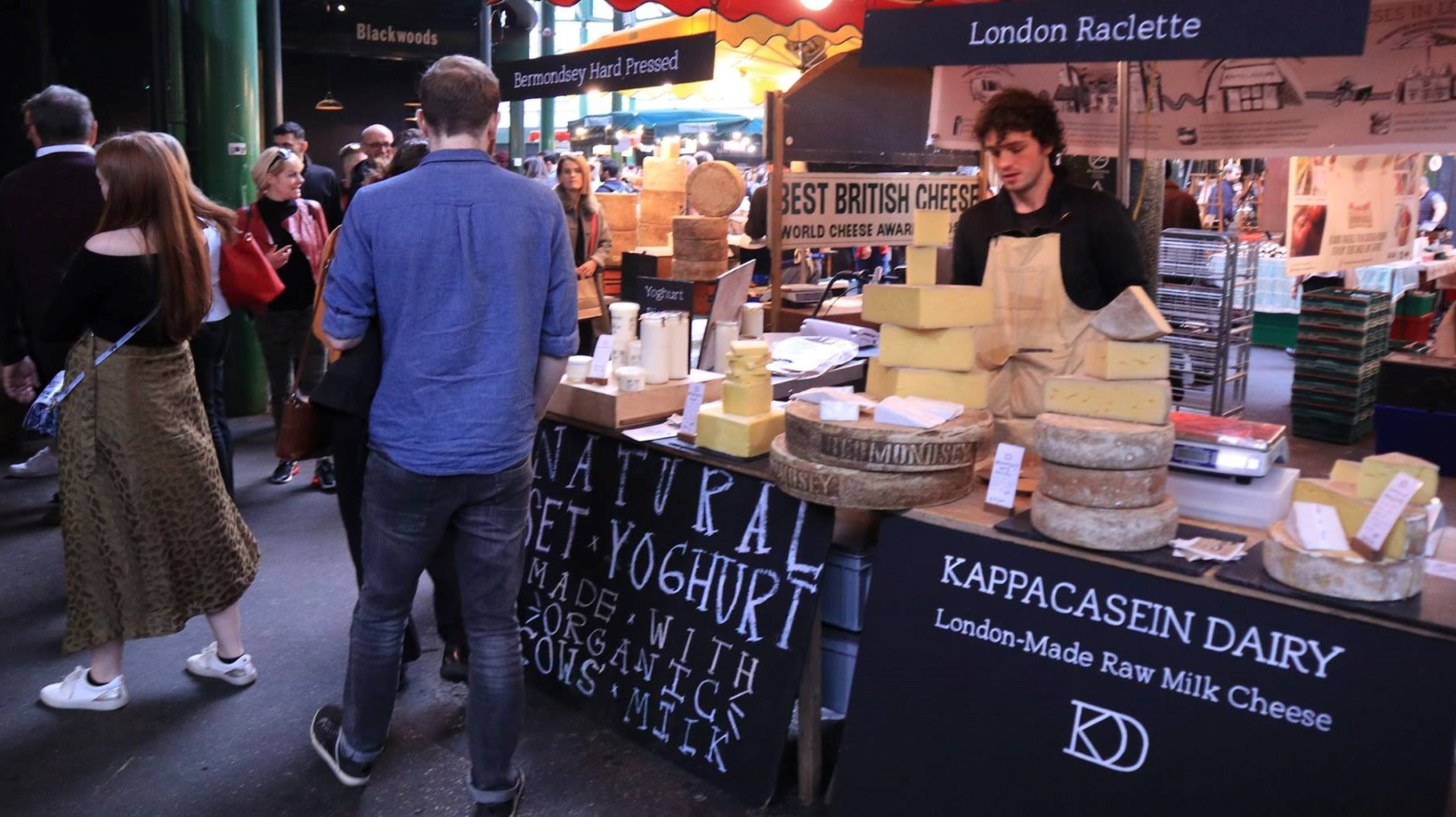
Prodavač sýrů na londýnském nedělním trhu

## Historie
Původně se nazýval Trumanský trh, svůj název dostal podle místa, kde se pořádal, což byl historický 11 akrový pivovar Truman, největší v Londýně, který se nacházel na severním konci Brick Lane.
V 17. století započal svůj pozdější rozvoj, jako osamělý zemědělský trh, který se konal v neděli, kvůli dodržování náboženských zvyklostí tehdejší židovské komunity. Během 20. století došlo v oblasti Brick Lane k přílivu bangladéšských přistěhovalců, kteří proslavili tržiště i Brick Lane jejich tradičními kari pokrmy. V Anglii a vůbec v Evropě do té doby málo známými. 

## Současnost
Od roku 2000 se v prostorách starého trumanského pivovaru otevřelo několik tržišť a v současnosti je domovem zhruba 250 podniků, obchodů a restaurací. Skládá se z potravinářské haly kotelny, čajovny, dvorku, nedělního trhu a sezónního trhu.
Nedělní trh je otevřený od roku 2004, má přes 200 stánků. Market nacházející se na zadním dvorku, dřívější sklad o rozloze 8 000 čtverečních stop, byl přidán v roce 2006. Čajovna byla založena v roce 2009 a potravinářská hala kotelny v roce 2010.

## Nedělní trh
Nedělní trh se nachází kousek od Hanbury Street, na starém obslužném dvoře a na jedné z nejrušnějších cest ve východním Londýně. Hostí mnoho akcí, nalézají se zde obchody, bary, restaurace, můžete tu zakoupit díla předních pouličních umělců. Otevřeno je každou neděli od 10 do 17 hodin. Založen byl v září 2004. Má více než dvě stě stánků a prodává celou řadu produktů, včetně ručně vyráběných oděvů a doplňků. Spatřit tu můžete stánky s hudbou, uměním a řemesly, nebo třeba stánky s biopotravinami. K zakoupení jsou zde jedinečné předměty, které vyrábějí samotní prodejci, kteří prodávají své výrobky přímo zákazníkům, mnohdy výrobek vzniká na stánku, před jejich očima, je zde samostatně vyčleněna „platforma pro začínající designéry“.

## Trh na zadním dvorku
Market se nalézá na východní straně panského pivovaru, mezi Dray Walk a Buxton / Quaker Street. Byl založen v roce 2006, skládá se z osmdesáti stánků, a je jedinečný v tom, že umožňuje mladým umělcům a designérům být součástí kreativní komunity, ve které mají příležitost presentovat svá díla. Byl také první svého druhu v této oblasti, který začal otevírat i v sobotu. Mimo jiné nabízí mix nezávislých podniků a maloobchodních prodejen, jako jsou kavárny, butiky a kadeřnické salóny, které obstarávají rozmanitou klientelu s důrazem na umění a řemesla.

## Kotelna
Kotelna starého trumanského pivovaru pochází z 30. let 20. století a je historickou památkou s prostorem 7 700 čtverečních stop. Potravinová hala kotelny byla založena v roce 2010 a je otevřena každou neděli od 11 do 18 hodin. Návštěvníci mají možnost stolovat venku, v pivní zahrádce nebo sedět uvnitř, kolem velkého pivovarského komína.

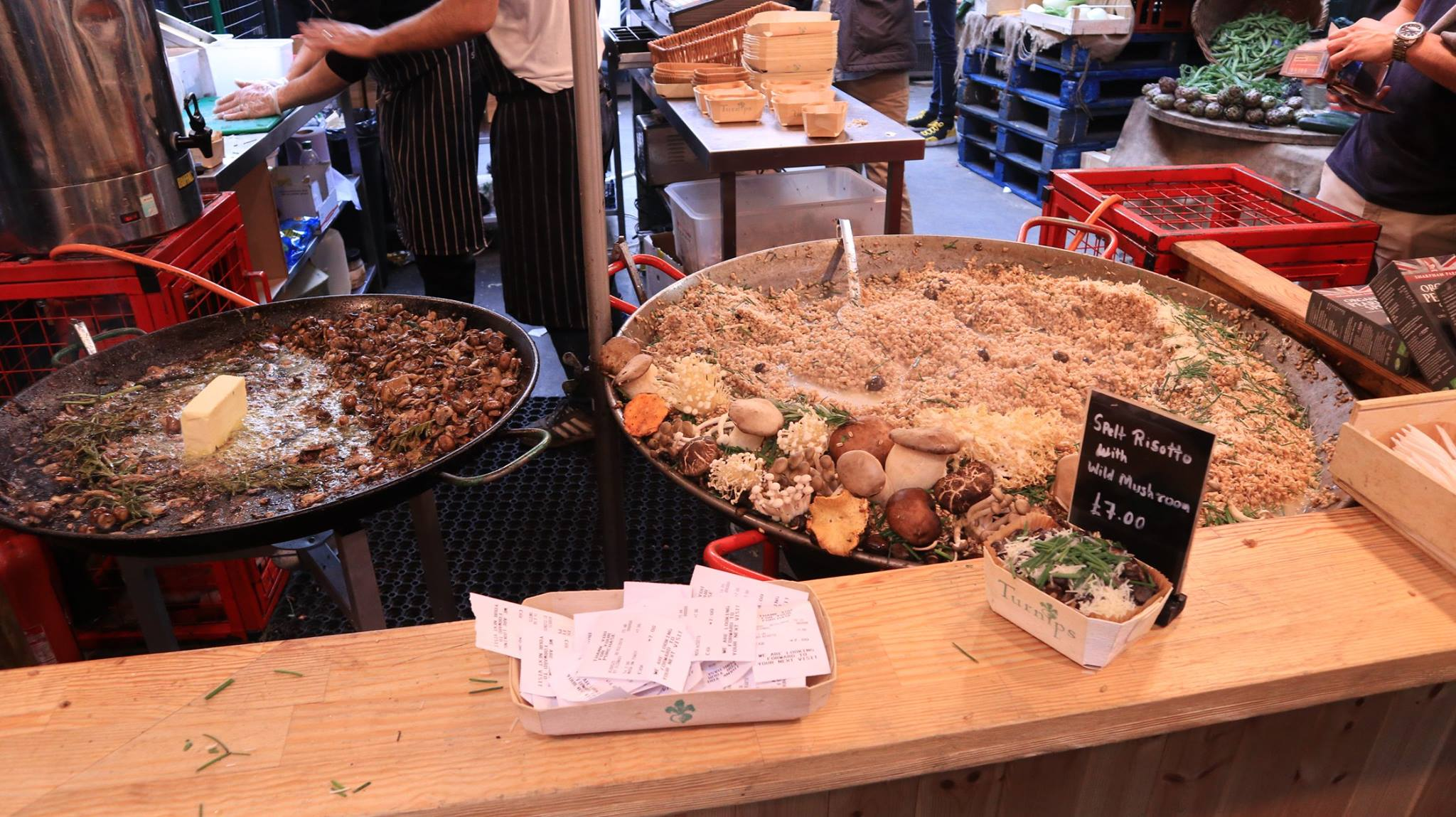
Obří rizoto prodávané na londýnském tržišti vám naservírují z pánve rovnou do misky, za pouhých sedm liber/cca. dvě stě korun českých/

Kotelna je domovem více než třiceti stánků nabízejících mezinárodní kuchyni; různé pokrmy zahrnují italskou, polskou, litevskou, středomořskou, mexickou, peruánskou, japonskou a karibsko-asijskou fúzi.

## Nabízený sortiment
- „Charme“ – Stánek, který se specializuje na ručně vyráběné stříbro a polodrahokamy.[1]
- „SPDR“ – zkratka pro stánek, který prodává městské oblečení.[1]
- „Suda Jones / 2T“ – stánek, který vyrábí výrobky výhradně z pryže.[11]
- „Umění revoluce“ – stánek, který prodává autentické sovětské a kubánské revoluční umění.[1]
- Je zde i stánek, který prodává grafické tisky od více než třiceti návrhářů, umělců a ilustrátorů.[1]
- „Vault Vinyl“ – stánek, který prodává vzácné vinylové desky od jazzu po hudbu hip hopu. [1]

Market se v roce 2008 zviditelnil v né zrovna dobrém světle, když se tu parta pouličních nenechavců snažila prodávat své úlovky, jednalo se převážně o kradené bicykly.

## Čajovna
Čajovna, založená v roce 2009, je známá svým velkým výběrem čajů, káv a tradičního pečiva, jakož i starožitností, hedvábných polštářů, nábytku, sběratelských předmětů a ručně vyráběného zboží. Je otevřena v sobotu od 11.00 do 18.00. A v neděli od 10.00 do 17.00
Vintage Emporium

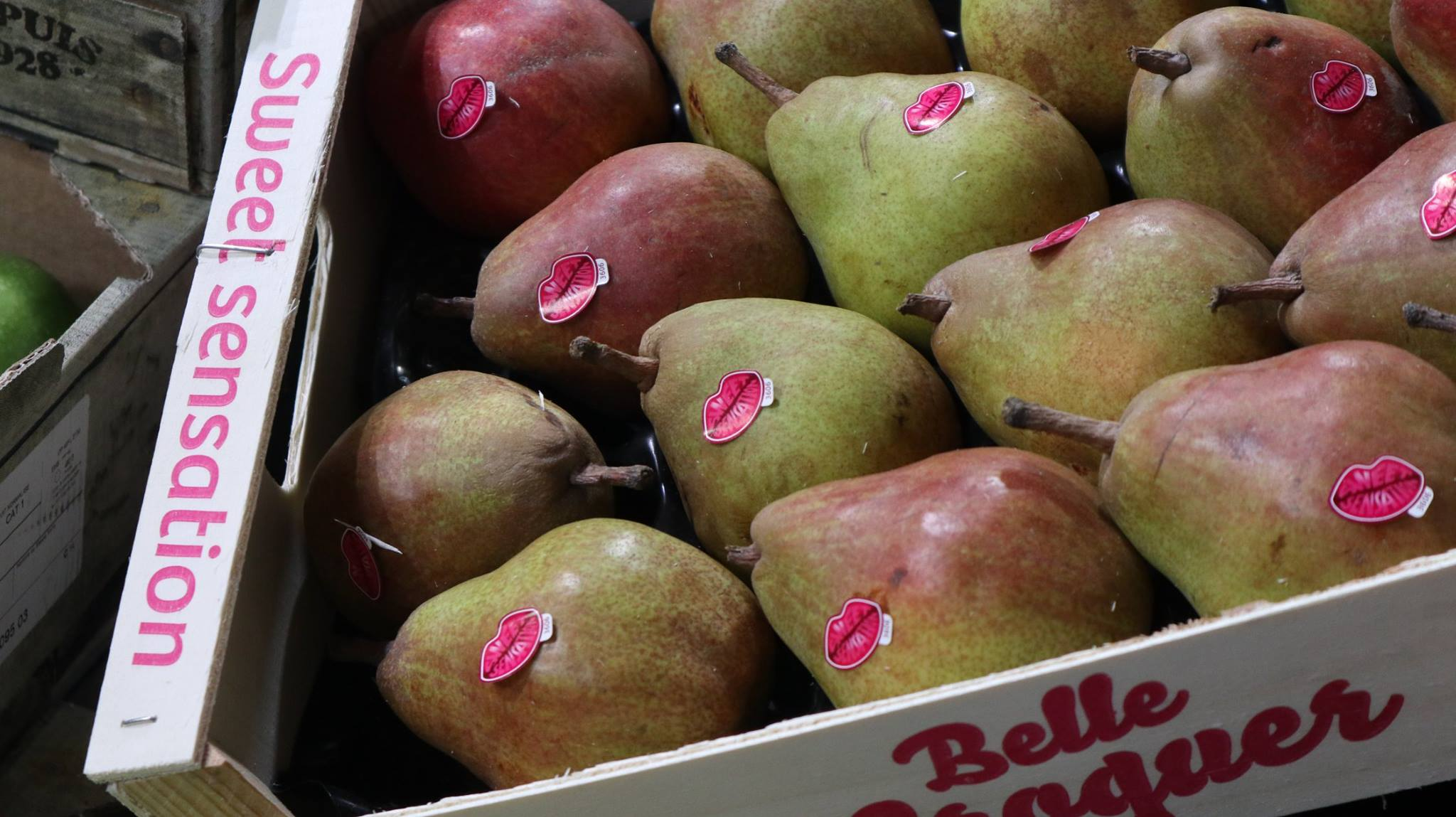
Prodejci na tržištích se všemožně snaží zaujmout své zákazníky

Hlavní část celého marketu se nazývá „Vintage Emporium“, je umístěna dole, pod hlavní kavárnou. Jedná se o obchody s oblečením, které se specializují také na starožitnosti, mnohé z těchto kousků se datují od doby královny Viktorie do padesátých let. Místo je také k dispozici pro stánkaře, kteří si zde chtějí pronajmout stánek a vyzkoušet své podnikatelské schopnosti. Pronájem stánku se pohybuje kolem sto liber na den,/přibližně tři tisíce korun/.
Stánky v této části vlastní většinou britští a evropští specialisté na starožitnosti, a nabízí staré oblečení od počátku dvacátých do devadesátých let společně s doplňky, můžeme tu ale najít i náhodné sbírky jedinečných starých cetek.
„Vintage Emporium“ je otevřeno v neděli od 10.00 do 17.00 a v pátek a sobotu od 11.00 do 18.00.